# Augustin Gažotič
Blahoslavený Augustin Gažotič (italsky jako Agostino Casotti, též jako Kažotić, nebo Gažotič, cca 1260–1323) byl biskup a dominikán. Katolická církev jej uctívá jako blahoslaveného.

## Život

### Mládí
Narodil se zřejmě v roce 1260 (přesné datum není známo) v Trogiru poblíž Splitu v Dalmácii. Jeho rodiče náleželi ke šlechtě. Od mládí vychováván ve víře, proto vstoupil v sedmnácti letech do dominikánského řádu.
Jako řeholník se snažil co nejvíce přiblížit způsobu života sv. Dominika, zakladatele řádu, na rozdíl od něj ale žil ještě více asketicky. Velice dbal řeholních pravidel.

### Řeholníkem
Za vzor si vytyčil církevní učitele - sv. Augustina (jehož jména byl nositelem), sv. Řehoře a sv. Jeronýma. Výroky těchto světců také často citoval. Byl vyhledávaným zpovědníkem a kazatelem. Jeho strhující kázání bývala velice navštěvována.
Zřídil a spravoval několik nových řádových domů, protože řeholního dorostu přibylo takovou měrou, že jim kláštery v dosavadním počtu přestaly kapacitně dostačovat. Z řad těchto nových bratří byli i jeho zásluhou vychováni dobří řeholníci a obhájci katolické víry proti herezím a omylům. On sám velice úspěšně na území Bosny potíral hereze sekty "Bogumilů", jejichž bludy byly značně rozšířeny.

### Biskupem záhřebským
Když mu bylo 44 let, povolal jej papež bl. Benedikt XI. do Říma, kde mu bylo oznámeno, že je jmenován biskupem v Záhřebu. Záhřebská diecéze byla na tom v té době (roku 1304) velice špatně díky nájezdům Tatarů. Místní šlechta se navíc po smrti krále Ondřeje III. začala vyžívat v masakrování a zvráceném životě.
Duchovenstva v diecézi byl nedostatek, stávající duchovní byli navíc značně přivyklí zesvětštělému životu, postrádajíce zbožnosti a namnoze se nedalo mluvit o vzdělanosti.
Urychleně začal dokončovat stavbu záhřebského katedrálního chrámu a pro zlepšení úrovně duchovenstva v Záhřebu zřídil dominikánský klášter. Pamatoval na nemocné a zřídil zde také nemocnici. Stal se dobrodincem a rádcem potřebných. I jako biskup žil velice prostě a odmítal jakékoliv pohodlí. Často pěšky chodil na vizitace do farností. Stal se všeobecně oblíbeným.
Svolal diecézní synody, na kterých vnesl pořádek mezi znesvářené duchovenstvo a z jeho nařízení byl sestaven pro celou diecézi platný zákoník, který měl být k dispozici v sakristii každého kostela.

### Biskupem vLuceře
Coby stoupenec krále Karla Roberta se účastnil církevního sněmu v Boloni v roce 1317. Po tomto sněmu začala šlechta namnoze krutě utiskovat poddané a násilím se snažila záhřebskou katolickou církev dostat pod svou kontrolu. Docházelo ke svévolnému sesazování opatů v klášterech a zabavování církevního majetku šlechtou.
Toto jej vedlo k tomu, že se v roce 1320 záhřebské diecéze vzdal, a přijal službu diecézního biskupa v Luceře v italské Apulii, kraji, kde bylo pomalu víc mohamedánů než křesťanů. Augustin zde dosáhl nečekaných výsledků. Diecéze byla duchovně obnovena. Pro spásu duší pracoval pak jako biskup až do smrti.

## Blahořečení
Blahořečen byl v roce 1700 dne 17. července za pontifikátu papeže Lva X., úctu k tomuto blahoslavenému pak potvrdil pro církev papež Inocenc XII. a liturgická památka tohoto blahoslaveného se slaví jako připomínka vždy 3. srpna.